# Stuart Hameroff

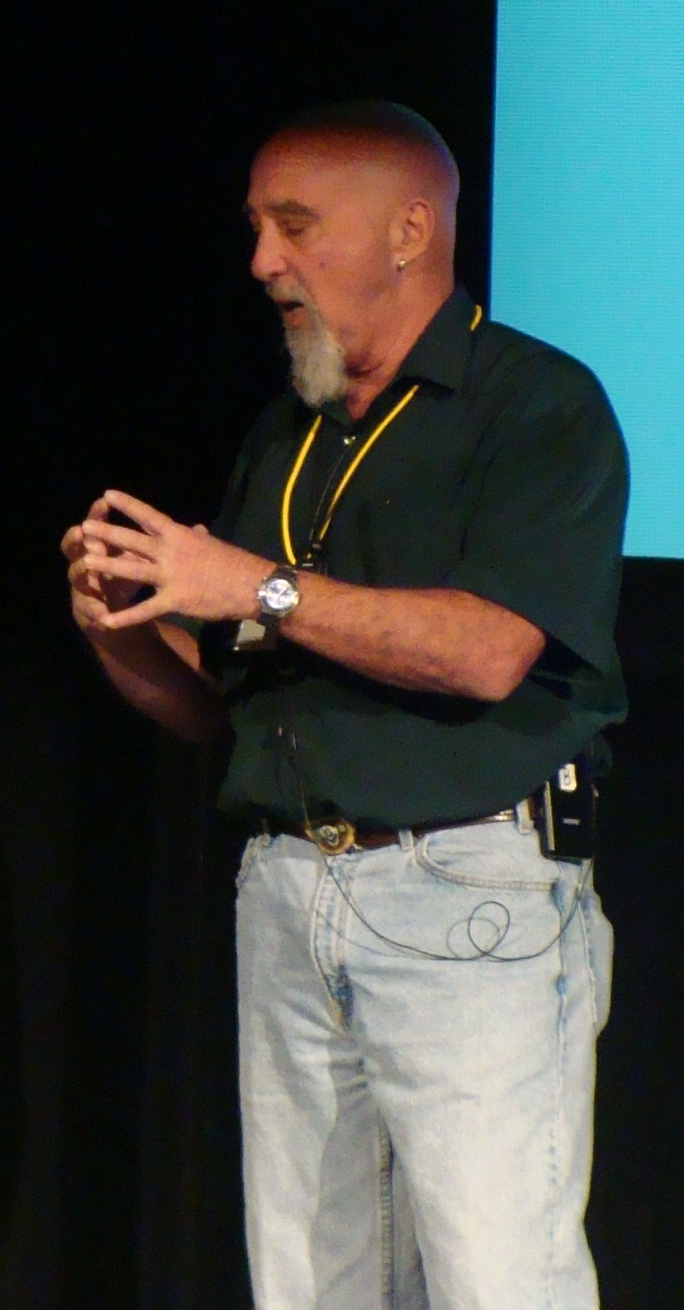
Stuart Hameroff auf einer Konferenz im Jahr 2008.

Stuart Hameroff (* 16. Juli 1947) ist Arzt und emeritierter Professor an der University of Arizona. Er ist bekannt für seine Thesen zum Bewusstsein, die er gemeinsam mit dem englischen Physiker und Mathematiker Roger Penrose entwickelt hat.

## Leben und Karriere
Stuart Hameroff studierte an der University of Pittsburgh und anschließend am Hahnemann University Hospital, wo er mit dem M.D. sein Studium abschloss. Seit 1975 lehrt und forscht er an der University of Arizona, wo er sowohl Professor der Abteilung für Anästhesiologie und Psychologie als auch stellvertretender Direktor des Center for Consciousness Studies ist. Seit 2003 ist er emeritiert.

## Thesen zum Quantenbewusstsein
Stuart Hameroff schlug in den 90er Jahren vor, dass Elemente des Zytoskeletts, die sogenannten Mikrotubuli, zur Informationsverarbeitung von Zellen genutzt werden. Er argumentierte, dass insbesondere im Nervensystem die Mikrotubuli die Basiseinheit der Informationsverarbeitung sind und nicht die Nervenzellen selbst. Diese Idee konkretisierte er in den Folgejahren zusehends unter Einbeziehung der Arbeiten von Roger Penrose.
Roger Penrose vertritt die Hypothese, dass das Gehirn Funktionen durchführt, die kein finiter Algorithmus durchführen kann, und dass manche Denkprozesse fundamental nicht-algorithmisch sind. Das bedeutet, dass solche Funktionen nicht auf einer Turingmaschine modelliert werden können. Die fehlende Zutat, um diese nicht-algorithmischen Rechnungen physikalisch zu realisieren, sei im Wesentlichen ein derzeit im Einzelnen noch unbekannter quantenmechanischer Effekt, insbesondere eine Form des deterministischen Kollaps der Wellenfunktion, die er Objective Reduction (OR) nennt und die auf der von ihm entwickelten Interpretation der Quantengravitation beruht. Diese Ideen entwickelte Roger Penrose ohne einen konkreten Vorschlag, wo diese hypothetischen Prozesse verortet sind. Stuart Hameroff ergänzte diese Theorien dahingehend, dass Mikrotubuli die Orte im Gehirn sein könnten, wo Quantenmechanismen wirken. Beide zusammen formalisierten ihre Idee als das Orchestrated-Objective-Reduction-Modell des Bewusstseins (Quantenbewusstsein der Quantenpsychologie).

## Kritik
Die Ideen von Stuart Hameroff werden sowohl von Neurowissenschaftlern wie Christof Koch als auch von Physikern wie Lawrence Krauss und Max Tegmark und Philosophen wie Thomas Metzinger, Rick Grush und Patricia Churchland stark kritisiert. Stuart Hameroff antwortete auf einige dieser Kritikpunkte, jedoch gibt es keine physikalische Evidenz, dass Quantenzustände irgendeine Rolle für Informationsverarbeitung im Gehirn spielen.
Er erhält für seine Theorie durch verschiedene Naturwissenschaftler jedoch auch Unterstützung, so zum Beispiel durch die Physiker Hans-Peter Dürr und Amit Goswami sowie den Chemiker Rolf Froböse.

## Wirkung auf die Öffentlichkeit
Hameroff sprach in der Dokumentation What the Bleep do we (k)now!? (2004). Er ist ebenfalls Produzent, Entwickler und wissenschaftlicher Berater des Films Mindville.